# Mareil-le-Guyon
Mareil-le-Guyon är en kommun i departementet Yvelines i regionen Île-de-France i norra Frankrike. Kommunen ligger i kantonen Montfort-l'Amaury som tillhör arrondissementet Rambouillet. År 2022 hade Mareil-le-Guyon 413 invånare.

## Befolkningsutveckling
Antalet invånare i kommunen Mareil-le-Guyon
| Referens: INSEE |